# Robert Osserman
Robert Osserman (19 décembre 1926 à New York – 30 novembre 2011 à Berkeley) est un mathématicien américain.

## Biographie
Élevé dans le Bronx, il étudie à la Bronx High School of Science dont il sort diplômé en 1942, puis à l'université de New York. Il soutient sa thèse de doctorat Contributions au problème du type (sur les surfaces de Riemann) en 1955 à l'université Harvard, sous la tutelle de Lars Ahlfors.
Il rejoint en 1957 l'université Stanford, où il est ensuite professeur émérite. Il y rejoint le Mathematical Sciences Research Institute (MSRI) en 1990.
Il travaille sur la théorie géométrique des fonctions (en), sur la géométrie différentielle, sur une théorie des surfaces minimales qui intègre ces deux approches, sur l'inégalité isopérimétrique et sur d'autres sujets touchant à l'astronomie, la géométrie, la cartographie et l'analyse complexe. 
Osserman dirige également le département des mathématiques à l'Office of Naval Research (bureau de la recherche navale), il bénéficie d'une bourse Fulbright pour être maître de conférences à l'université de Paris, et il reçoit une bourse Guggenheim alors qu'il se trouve à l'université de Warwick.
Il publie de nombreux livres et contribue à la promotion des mathématiques, notamment par des interviews avec des célébrités telles que Steve Martin et Alan Alda.

## Livres
- Two-dimensional calculus (calcul infinitésimal en dimension 2) (éd. Krieger, 1977)
- Survey of minimal surfaces (Revue sur les surfaces minimales) (1986)
- Poetry of the universe – a mathematical exploration of the cosmos (la poésie de l'univers : une exploration mathématique du cosmos) (Random House, 1995)

## Récompenses
- 1976 : bourse de la fondation John-Simon-Guggenheim
- 2003 : Joint Policy Board for Mathematics (en) Communications Award